# مدی رونی
مدی رونی (انگلیسی: Maddie Rooney؛ زادهٔ ۷ ژوئیهٔ ۱۹۹۷) بازیکن هاکی روی یخ اهل ایالات متحده آمریکا است.